# Sergej Ivanov (målare)
Sergej Vasiljevitj Ivanov (ryska: Сергей Васильевич Иванов), född 1864, död 1910, var en rysk konstnär, känd för sin socialrealism.

## Bilder

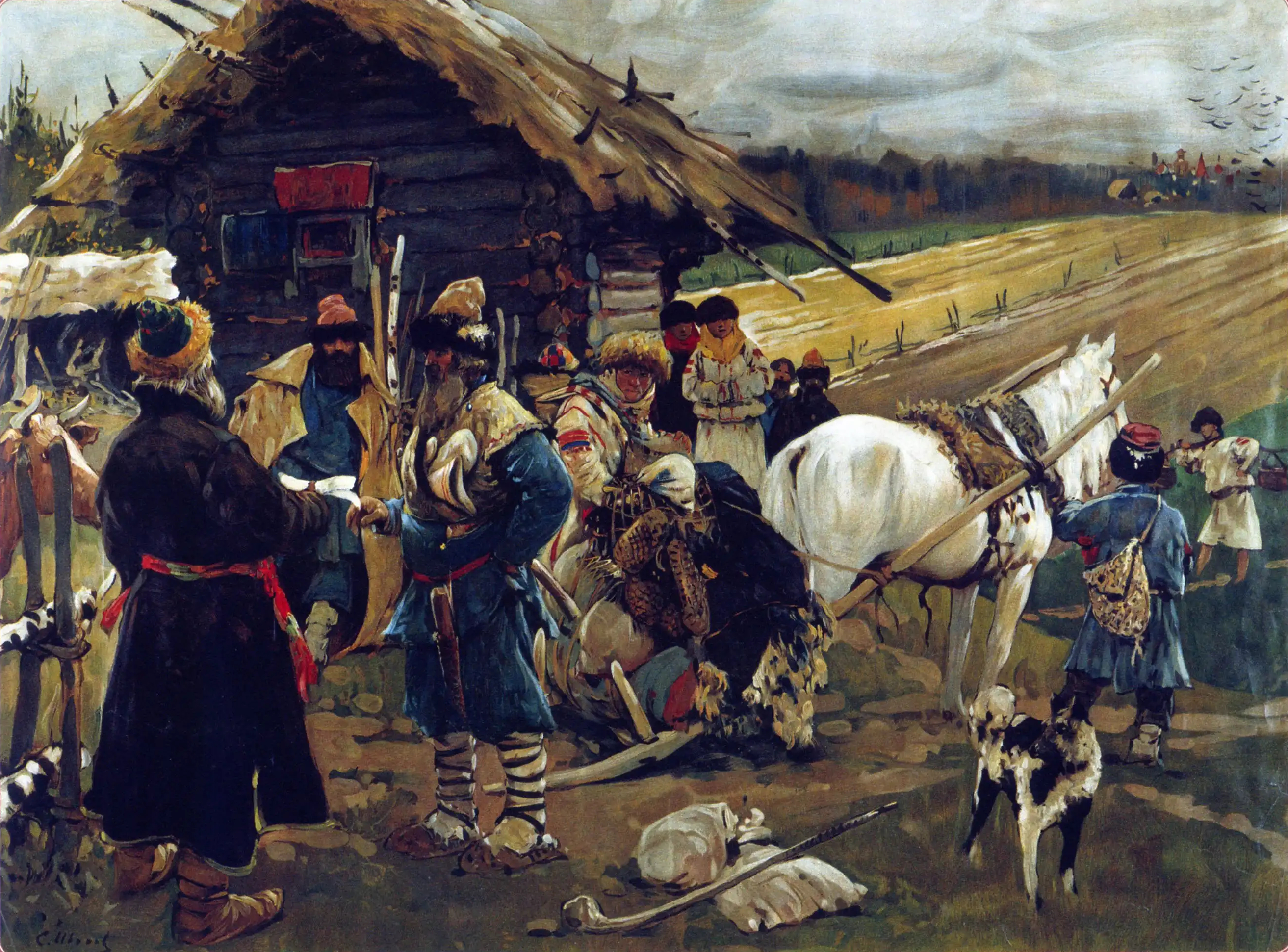
En bonde lämnar sin husbonde på Sankt Georgsdagen.
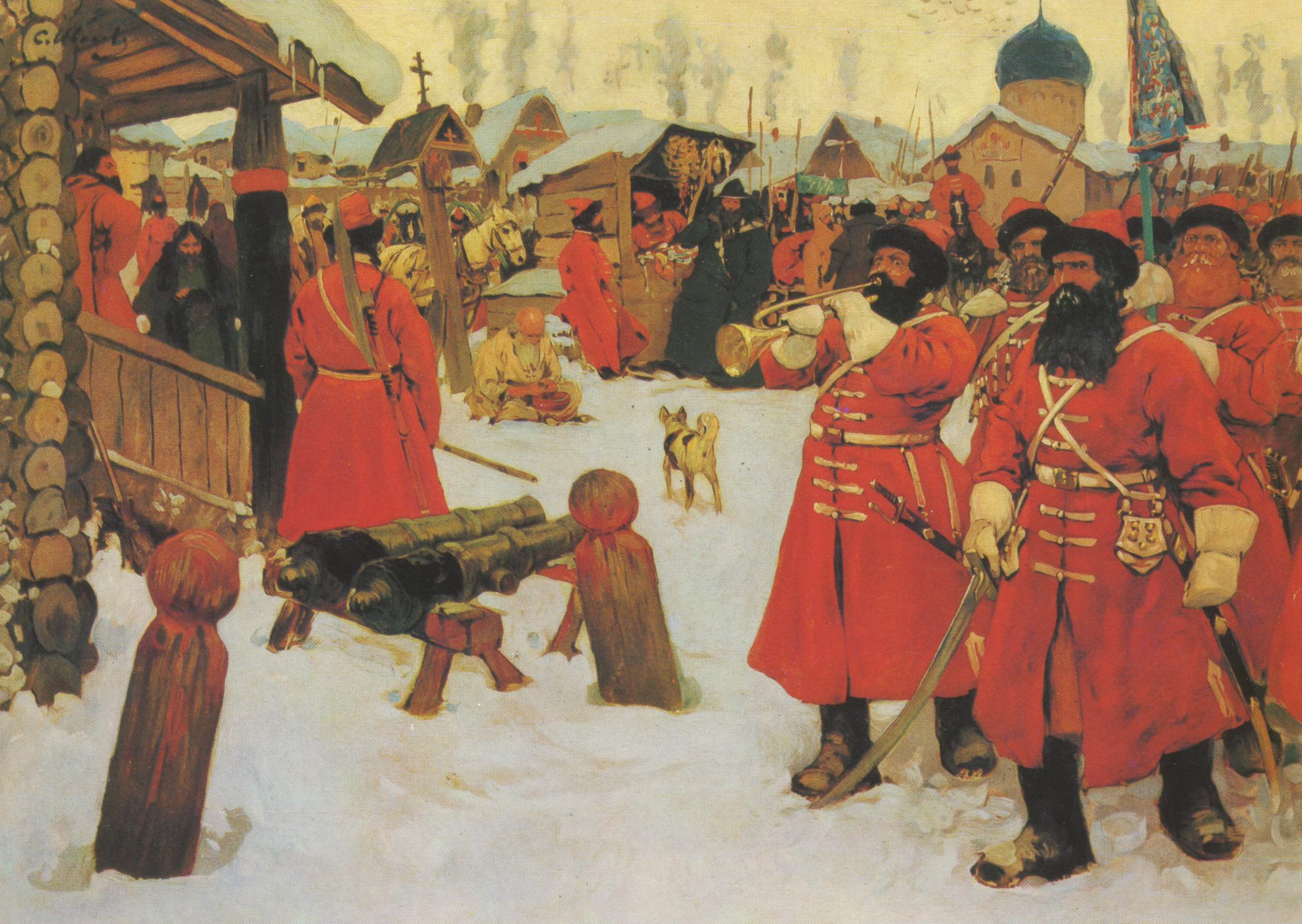
Streltser.
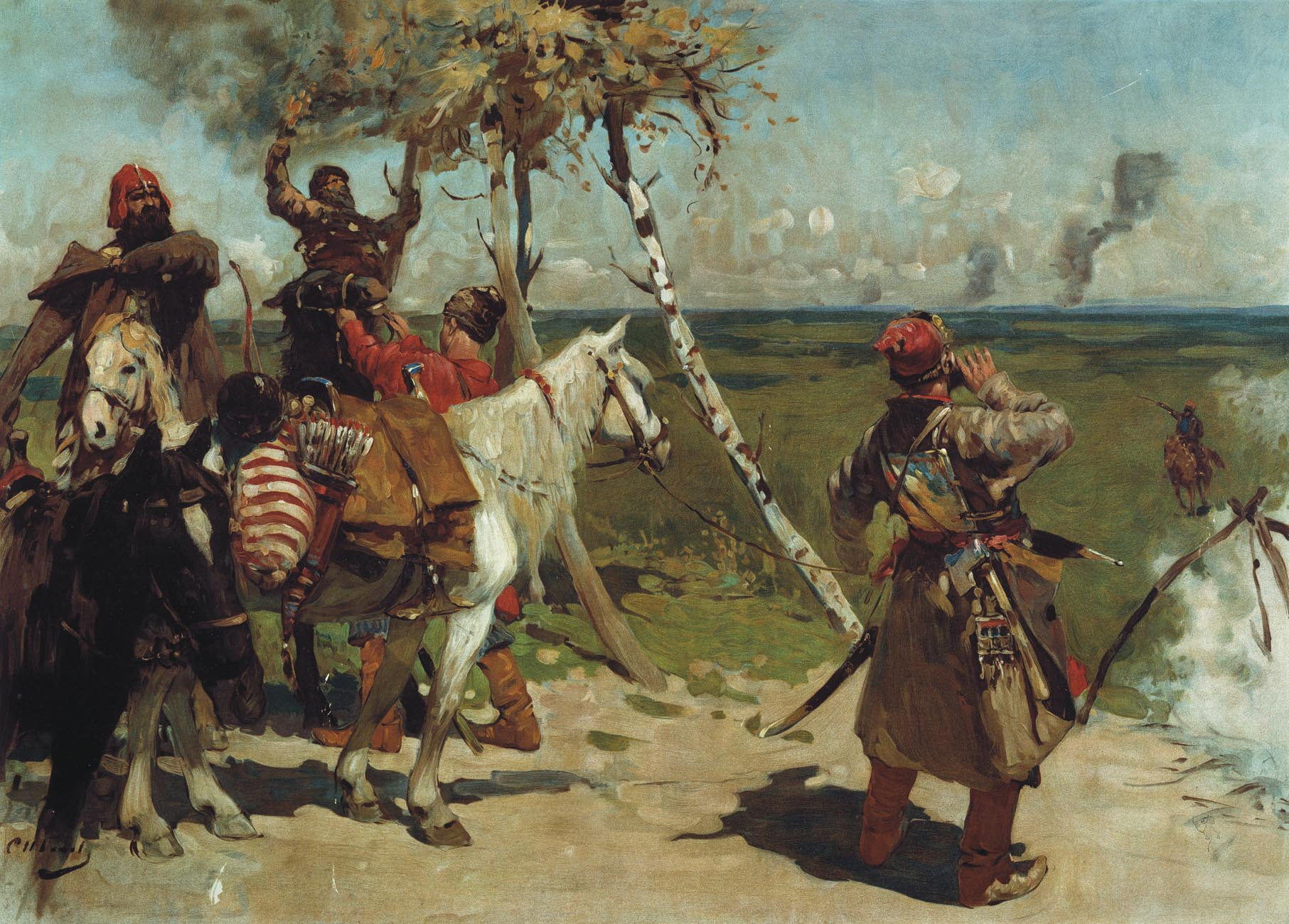
Vakter vid Moskvarikets södra gräns.
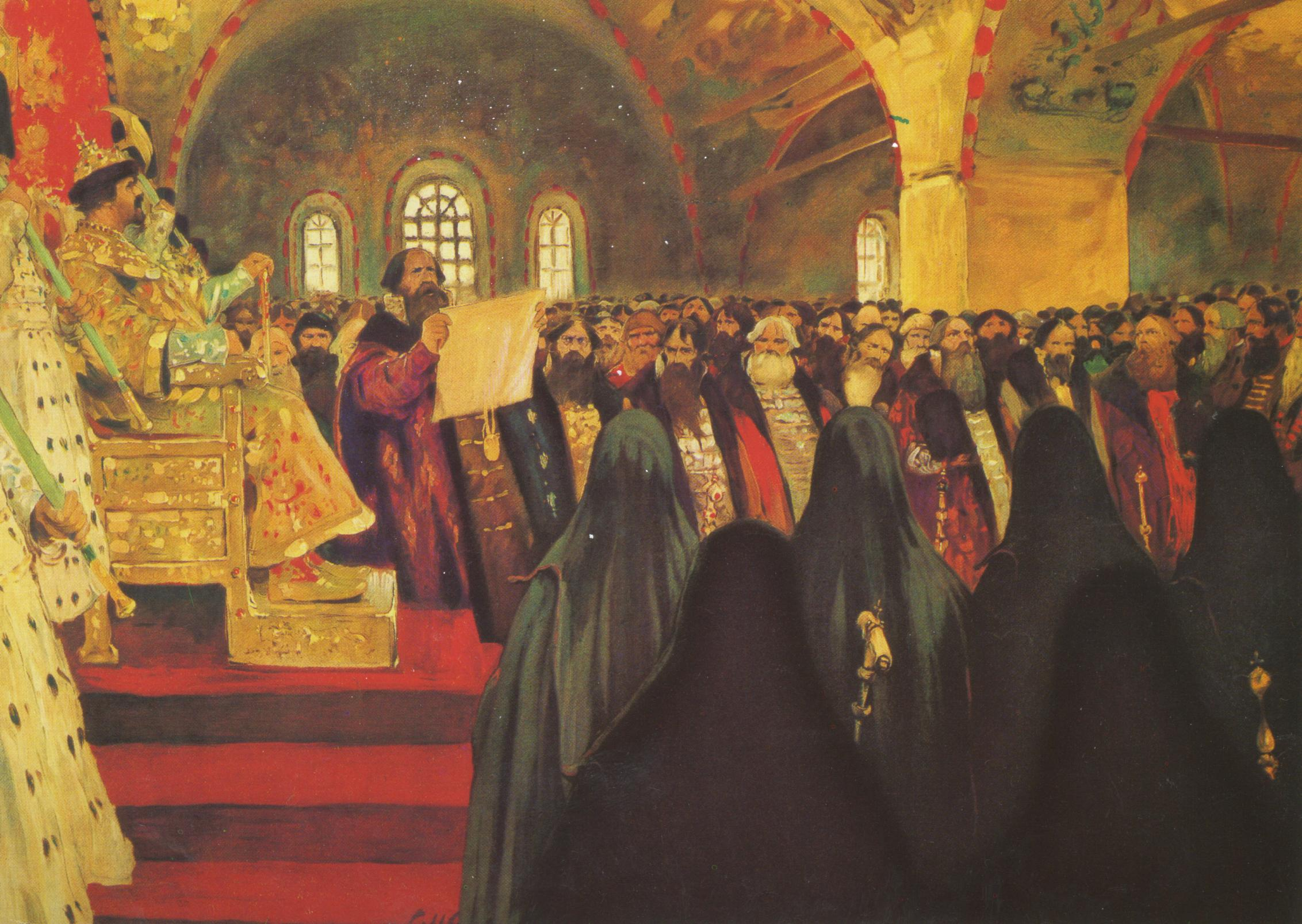
Zemsky Sobor.